# Encres vives
Encres vives est une revue de poésie et une maison d’édition basée à Colomiers, en banlieue de Toulouse.

## Historique
La revue est fondée en 1960 à Toulouse par un groupe d'étudiants réunis autour de Michel Cosem.
De 1968 à 1978, la revue publie une collection de numéros spéciaux, « Manuscrits », qui explorent les rapports entre le texte et le graphisme.
En 1996, la revue atteint son 200e numéro. Le dernier numéro paraît en février 2022 (n° 520).
Les numéros les plus récents de la revue se présentent sous la forme d’une plaquette de seize pages de format A4, constituant le recueil d’un auteur, une anthologie collective ou encore un dossier sur un poète contemporain.
En 2017, son comité de rédaction rassemble Annie Briet, Jean-Louis Clarac, Michel Cosem, Chantal Danjou, Jean-Marie David-Lebret, Michel Ducom, Michel Dugué, Michel Lac, Gilles Lades, Cédric Le Penven, Jacques Lovichi, Jacqueline Saint-Jean, Christian Saint-Paul et Jean-Michel Tartayre.

## Collections
Le catalogue comporte deux collections : « Lieu » et « Encres blanches ».

### «Encres blanches»
Auteurs publiés :
- Michel Cosem
- Éric Dubois
- Daniel Lefèvre
- Jean Malrieu
- Marcel Migozzi
- Jean Dif
- Jean-Luc Parant
- René Nelli
- Laurent Bourdelas
- Gilles Lades
- Pierre Gamarra
- Méryl Marchetti
- Francesca-Yvonne Caroutch
- Jean-Claude Villain
- Alain Lacouchie
- Chantal Danjou
- Henri Heurtebise
- Pierre Soletti
- Jean-Michel Tartayre
- Laurent Fels
- Dagadès
- Murielle Compère-Demarcy
- France Burghelle Rey
- Patrick Tafani
- Régine Ha Minh Tu

### «Lieu»
« Lieu » est une collection de recueils de poésie créée par Michel Cosem aux éditions Encres vives en 1994.
Auteurs publiés :
- Michel Cosem
- Christian Saint-Paul
- Jacqueline Saint-Jean
- Marcel Migozzi
- Jean-Max Tixier
- Giovanni Dotoli
- Henri Heurtebise
- Jean-Michel Tartayre
- Henri Tramoy
- Jacques Lovichi
- Laurent Bourdelas
- Gilles Lades
- Pierre Gamarra
- Jean-Jacques Dorio
- Gaëlle Josse
- Marie-Josée Christien

### «Manuscrits»

#### Historique
Créée en 1968 par Michel Cosem aux éditions Encres vives, la collection « Manuscrits » est une collection de poésie d'avant-garde qui explore les rapports entre le texte, la mise en page et le graphisme. Les volumes de cette collection se présentent sous la forme d’un cahier rassemblant dans une chemise cartonnée une quinzaine de pages volantes. Les poèmes sont calligraphiés et dessinés, avec pour vocation de rompre la « linéarité » de la lecture.
Encres vives décide d’arrêter la collection en 1978, les débats littéraires ayant changé ; mais cette collection expérimentale inspirera de nombreuses revues dans les années 1980, notamment Banana Split.

#### Auteurs publiés
- Michel Cosem
- Michel Ducom
- Hélène Mozer
- Jean-Marie Le Sidaner
- Alain Duault
- Jean-Max Tixier
- Christian Limousin
- Michel Dugué
- Gérard Durozoi
- Jacques Lovichi
- Robert Marty
- Serge Mestre
- Michel Mourot
- Serge Velay
- Alain Borer
- Jacques Ancet
- Vahé Godel
- Géo Norge
- Jean-Luc Parant
- Pierre Gamarra
- Edouard Glissant
- Valère Novarina
- Jean Malrieu
- Bernard Connac
- René Nelli